# Ørstedsparken

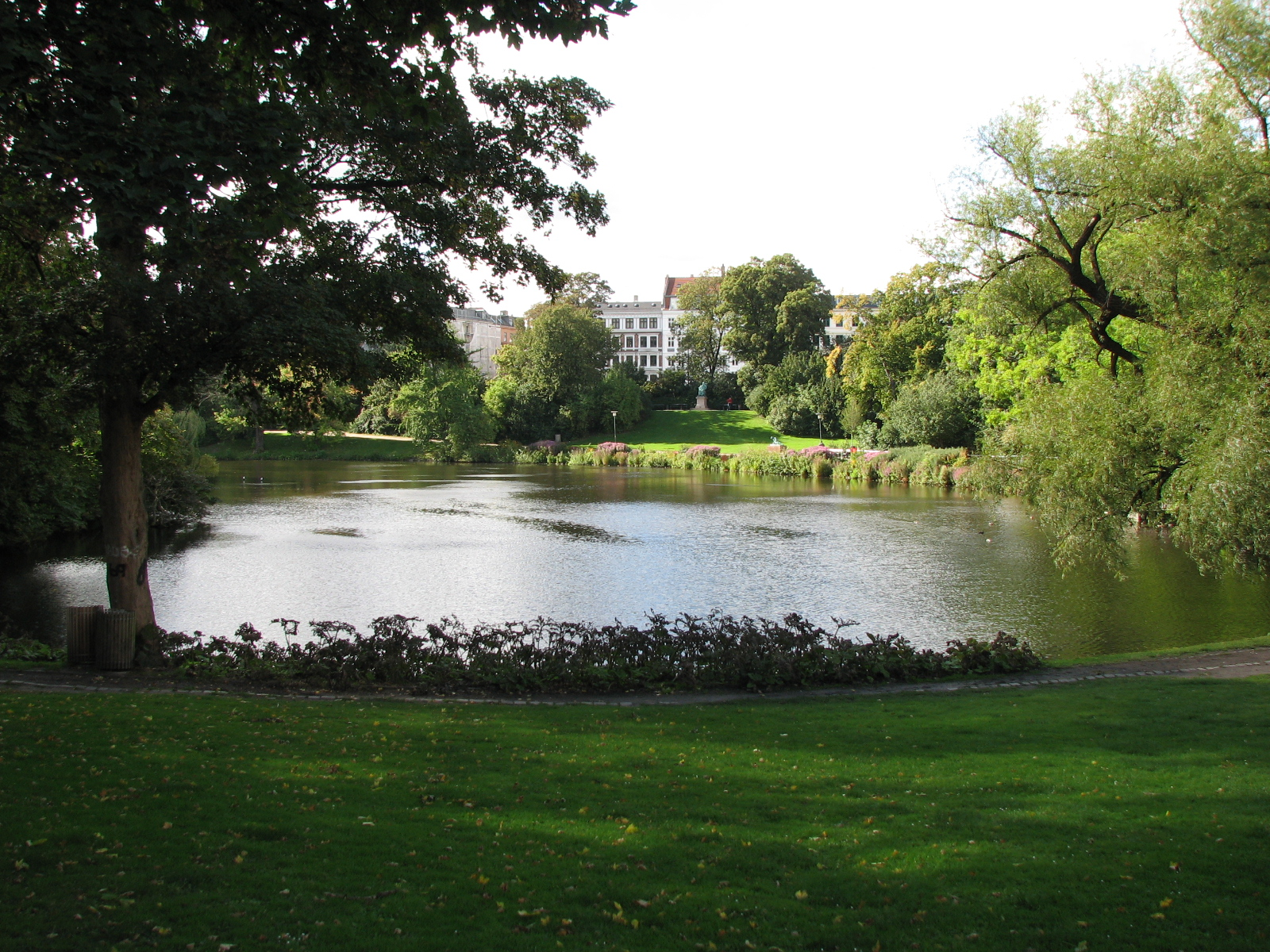
Blick über Ørstedsparken

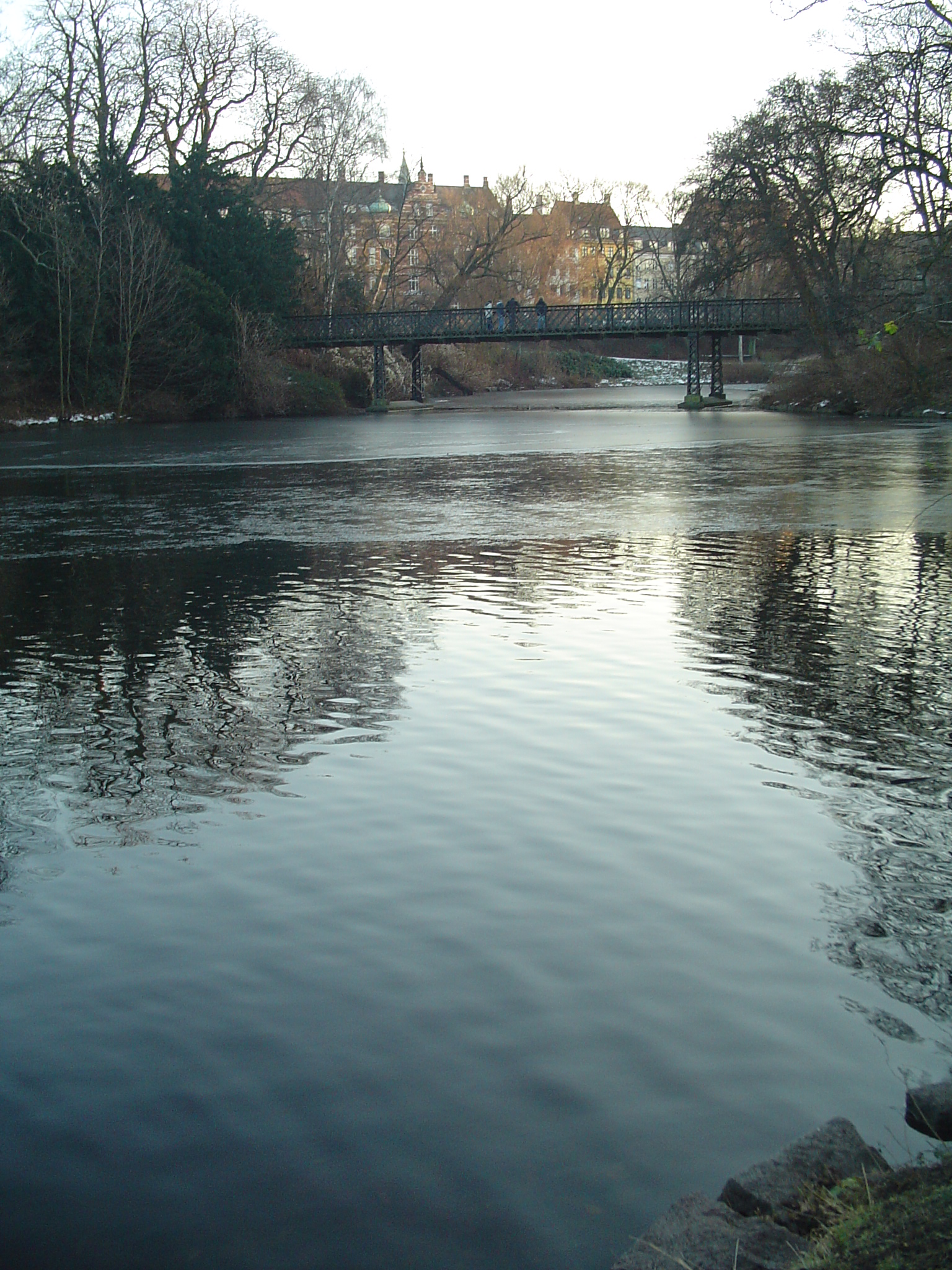
Die Brücke Frederiks VII.

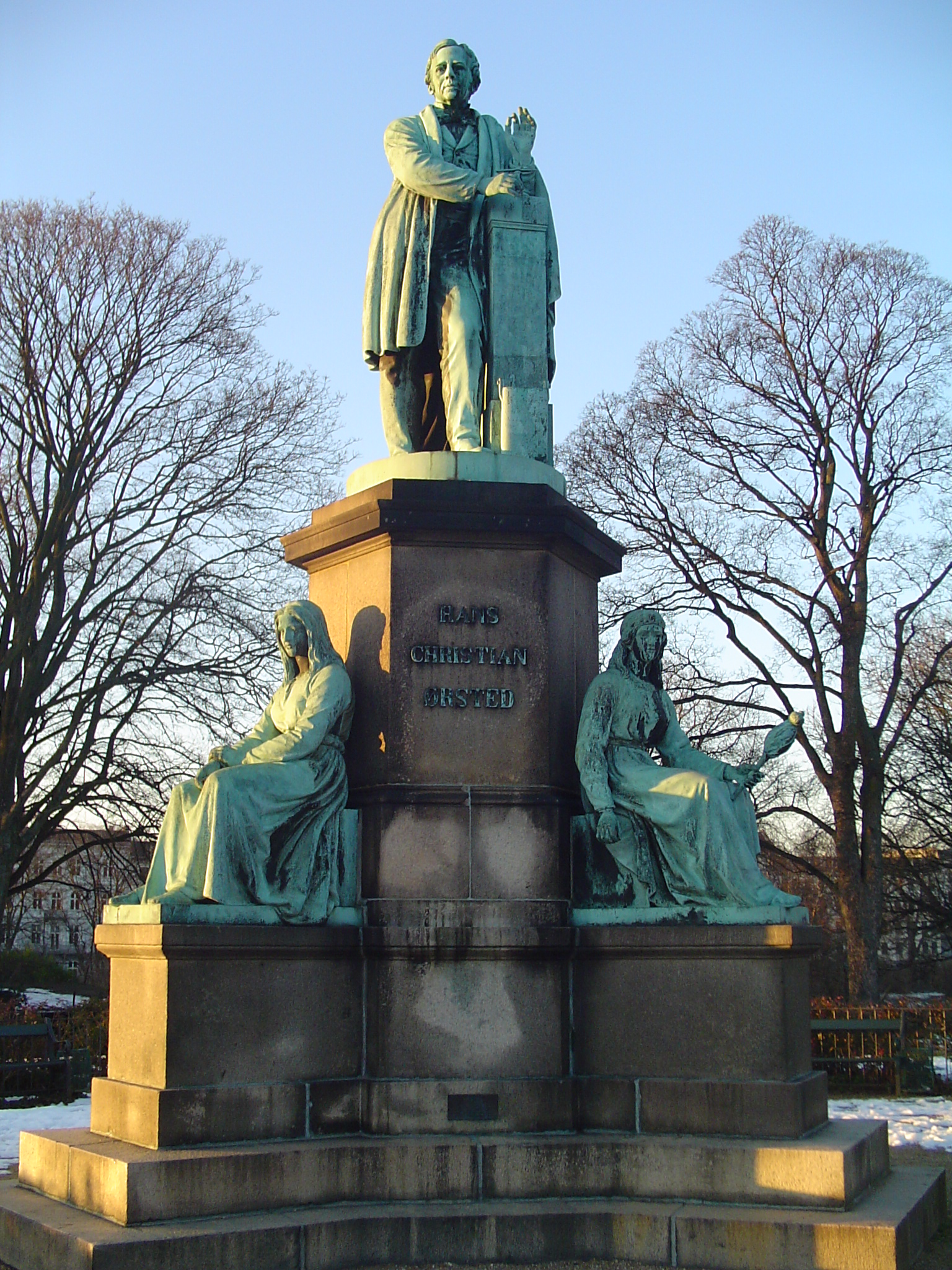
Denkmal für H. C. Ørsted von Jens Adolf Jerichau

Ørstedsparken ist der Name einer Kopenhagener Parkanlage. Der 6,5 Hektar große Park wurde 1876 bis 1879 vom Landschaftsgärtner Hans Christian Flindt geschaffen und bildet einen Teil der Kopenhagener Wallanlagen.

## Geschichte
Der Park ist – ebenso wie Tivoli, Botanisk Have und Østre Anlæg – eine Grünanlage, die im Zuge der (teilweisen) Entfestigung Kopenhagens in der zweiten Hälfte des 19. Jahrhunderts geschaffen wurde. Er zeigt diesen Ursprung durch die Eingliederung ehemaliger Bastionen und durch einen See, der den Verlauf des alten Stadtgrabens nachzeichnet. Die Anlage gilt seit ihrer Gründung als bevorzugter Treffpunkt der Kopenhagener homosexuellen Szene.

## Gestaltung
Ørstedsparken ist als englischer Landschaftsgarten gestaltet und durch zahlreiche Denkmäler und Skulpturen bereichert. Er enthält ein monumentales Denkmal für den Naturforscher Hans Christian Ørsted, nach dem er benannt ist. Weitere Denkmäler erinnern an Anders Sandøe Ørsted (1778–1860), einen Bruder des Naturforschers, der sich als Jurist und Politiker Bekanntheit erwarb; weiters an Niels Lauritz Hvidt (1777–1856), Politiker und Reeder.  Aus jüngerer Zeit stammen die Gedenkskulptur für die Schulgründerin und Frauenrechtlerin Natalie Zahle (1828–1913) und jene für Bertel Thorwaldsen. Dazu schmücken den Park zahlreiche Kopien antiker Meisterwerke, etwa des Sterbenden Galliers und des Apollon von Belvedere.